# Myrthe Kemper-Moorrees
Myrthe Moorrees (Venray, 12 december 1994) is een Nederlands voetballer. Ze komt uit voor PSV in de Vrouwen Eredivisie. Voorheen kwam ze in Nederland ook uit voor VVV-Venlo, FC Utrecht, FC Twente en Fortuna Sittard en in Duitsland voor SC Sand en 1. FC Köln. Nadat ze in 2024 getrouwd is, komt ze sindsdien uit onder de spelersnaam Myrthe Kemper-Moorrees.

## Clubcarrière
Moorrees begon haar carrière op zesjarige leeftijd bij SV Venray. Daar speelde ze tot 2010, waarna ze overstapte naar RKSV Wittenhorst. Na een jaar tekende ze bij VVV-Venlo om te gaan spelen in de Eredivisie Vrouwen. Toen VVV in 2012 stopte koos ze voor FC Utrecht. Na twee jaar vertrok Moorrees naar PSV waar ze in vier seizoenen tot tachtig wedstrijd kwam. In 2017 stapte ze over naar FC Twente, waarmee ze in het seizoen 2018/19 kampioen van de Vrouwen Eredivisie werd.
In 2019 ging Moorrees bij het Duitse SC Sand haar eerste buitenlandse avontuur. Na twee seizoenen stapte ze over naar competitiegenoot 1. FC Köln. Na eveneens twee seizoen voor dese club te zijn uitgekomen, keerde Moorrees in 2023 terug in Nederland bij Fortuna Sittard. Na een seizoen werd het salarisbudget ingekrompen door de Limburgers waarna Moorrees terugkeerde bij haar oude ploeg PSV. Bij deze club komt ze sindsdien uit onder de naam Kemper-Moorrees. In oktober 2024 liep ze tegen een zware enkelblessure op waar ze maanden van moest herstellen.

## Statistieken
| Seizoen | Club            | Land      | Competitie | Wed. | Goals |
| ------- | --------------- | --------- | ---------- | ---- | ----- |
| 2011/12 | VVV-Venlo       | Nederland | Eredivisie | 12   | 2     |
| 2012/13 | FC Utrecht      | Nederland | Eredivisie | 23   | 2     |
| 2013/14 | FC Utrecht      | Nederland | Eredivisie | 16   | 2     |
| 2013/14 | PSV             | Nederland | Eredivisie | 8    | 0     |
| 2014/15 | PSV             | Nederland | Eredivisie | 22   | 3     |
| 2015/16 | PSV             | Nederland | Eredivisie | 24   | 9     |
| 2016/17 | PSV             | Nederland | Eredivisie | 26   | 8     |
| 2017/18 | FC Twente       | Nederland | Eredivisie | 22   | 4     |
| 2018/19 | FC Twente       | Nederland | Eredivisie | 20   | 5     |
| 2019/20 | SC Sand         | Duitsland | Bundesliga | 19   | 1     |
| 2020/21 | SC Sand         | Duitsland | Bundesliga | 22   | 2     |
| 2021/22 | 1. FC Köln      | Duitsland | Bundesliga | 18   | 1     |
| 2022/23 | 1. FC Köln      | Duitsland | Bundesliga | 20   | 2     |
| 2023/24 | Fortuna Sittard | Nederland | Eredivisie | 20   | 0     |
| 2024/25 | PSV             | Nederland | Eredivisie | 2    | 0     |
| Totaal  | Totaal          | Totaal    | Totaal     | 278  | 41    |

Laatste update 23 november 2024

## Interlandcarrière
Vanaf achtjarige leeftijd speelde Moorrees al voor vertegenwoordigende elftallen van de KNVB. Zo doorliep ze alle district- en regioteams en daarna in Nederland onder 15, 16 en 17. Op 17 september 2011 debuteerde Moorrees voor Nederland onder 19 in het EK-kwalificatietoernooi tegen Kroatië. Ze stond gedurende de eerste fase van de kwalificatie alle drie groepswedstrijden in de basisformatie.
In 2017 maakte Moorrees in een oefeninterland tegen Oostenrijk haar debuut voor het Nederlands seniorenelftal door in de 78ste minuut in te vallen voor Stefanie van der Gragt.

## Trivia
- In 2008 won Moorrees het NK voetbaltechniek.[8]

1 Evrard ·
2 Thrige ·
3 Hendriks ·
4 Buurman ·
5 Bross ·
6 Folkertsma ·
9 Smits ·
10 Ripa ·
11 Jansen ·
14 Strik ·
16 Alkemade ·
17 Jacobs ·
18 Dessing ·
19 Stoit ·
20 Nijstad ·
21 Lacroix ·
22 Derks ·
23 Kemper-Moorrees ·
24 Henschen ·
25 Frijns ·
26 Pondes ·
27 Xhemaili ·
29 Kalma ·
30 Verheijen ·
Coach: Ten Berge
· Assistent-coach: Van Dael